# Геннеги, Луи Феликс
Луи Феликс Геннеги (фр. Louis-Félix Henneguy) — французский эмбриолог и гистолог.

## Биография
Родился в 1850 году. В 1875 году доктор медицины в университете Монпелье, в 1877—1881 годах исправлял должность ассистента при кафедре сравнительной эмбриологии в Коллеж де Франс, с 1887 по 1898 год читал в качестве заместителя лекции по сравнительной эмбриологии. В 1889 году доктор естественных наук в Париже. В 1900 году назначен профессором сравнительной эмбриологии в Collège de France и директором Цитологической лаборатории при École des Hautes Études. Состоял редактором журнала «Archives d’Anatomie microscopique». Научная деятельность Геннеги весьма многосторонняя. Он обогатил науку множеством новых наблюдений над размножением простейших (образование спор у грегарин и др.), над строением яйцевых клеток у многоклеточных животных, над эмбриональным развитием костистых рыб (двойной способ сегментации, происхождение сердца исключительно на счет мезодермы), над природой протоплазмы животных клеток, над значением и строением так называемых центрозом, над мужскими половыми клетками насекомых и мн. др.
Микроскопическая техника Геннеги мастерски разработана в учебнике, изданном вместе с Боллис-Ли. Кроме этого, Геннеги совершил весьма интересные исследования в области прикладной зоологии.

## Труды
- «Étude physiologique sur l’action des poisons» (Монпелье, 1875);
- «Germination des Spores du Volvox dioïque» («Bull. Soc. philom.», 1878);
- «Des phénomènes qui accompagnent la fécondation de l’oeuf» («Rev. Se. médic.», 1880);
- «Sur la division cellulaire ou cytodiérèse» («Assoc. p. l’avanc. de la Sc.», 1882);
- «Traité des méthodes techniques de l’Anatomie microscopique, histologie, embryogénie et zoologie; en collaboration avec M. A. Bolles Lee» (1 т., Пар., 1887; 2 изд., 1896);
- «Formation des spores de la Grégarine de Lombric» («Ann. Microgr.», 1888);
- «Recherches sur le développement des Poissons osseux» («Journ. Anat. et Physiol.», 1888);
- «Rapport sur les ravages du Phylloxéra et sur les moyens de le combattre» («Gongr. intern, agricult. Paris», 1889);
- «Nouvelles recherches sur la division des cellules embryonnaires chez les Vertébrés» («C.-R. Ac. Sc.», 1890);
- «Nouvelles recherches sur la division cellulaire indirecte» («Journ. Anat. et Physiol.», 1891);
- «Essai de classification des oeufs des animaux au point de vue embryogénique» («Bull. Soc. phylom.», 1892);
- «Myxosporidies parasites des muscles chez quelques Crustacés décapodes» (вместе с Тэлоханом, «Ann. Microgr.», 1892);
- «Le corps vitellin de Baibiani dans l’oeuf des Vertébrés» («Journ. An. et Phys.», 1893);
- «Recherches sur l’atrésie des follicules de Graaf chez les Mammifères etc.» (ib., 1894);
- «Sur le rapport des cils vibratiles avec les centrosomes» («Arch. anat. micr.», 1898).